# Peoria Rivermen (2005–2013)
Peoria Rivermen var ett ishockeylag i AHL och St. Louis Blues farmarlag. Laget kom från staden Peoria i Illinois, och spelade sina matcher i Carver Arena, som tar 9 542 åskådare för ishockey. Laget spelade i AHL 2005 till 2013. Det har funnits två andra lag med samma namn som har spelat i andra farmarligor, 1984-1996 i IHL samt 1996-2005 i ECHL.
Rivermen-varumärket köptes av Canucks Sport and Entertainment (CS&E), ägare av NHL-laget Vancouver Canucks, i en affär som tillkännagavs den 29 mars 2013 och godkändes av AHL den 18 april.
Från 2013-14 spelar laget i Utica, New York som Utica Comets och som farmarlag för Vancouver Canucks.